# Confine tra Cambogia e Vietnam
Il confine tra la Cambogia e il Vietnam ha una lunghezza di 1158 km e va dal triplice confine con il Laos a nord fino al Golfo di Thailandia a sud.

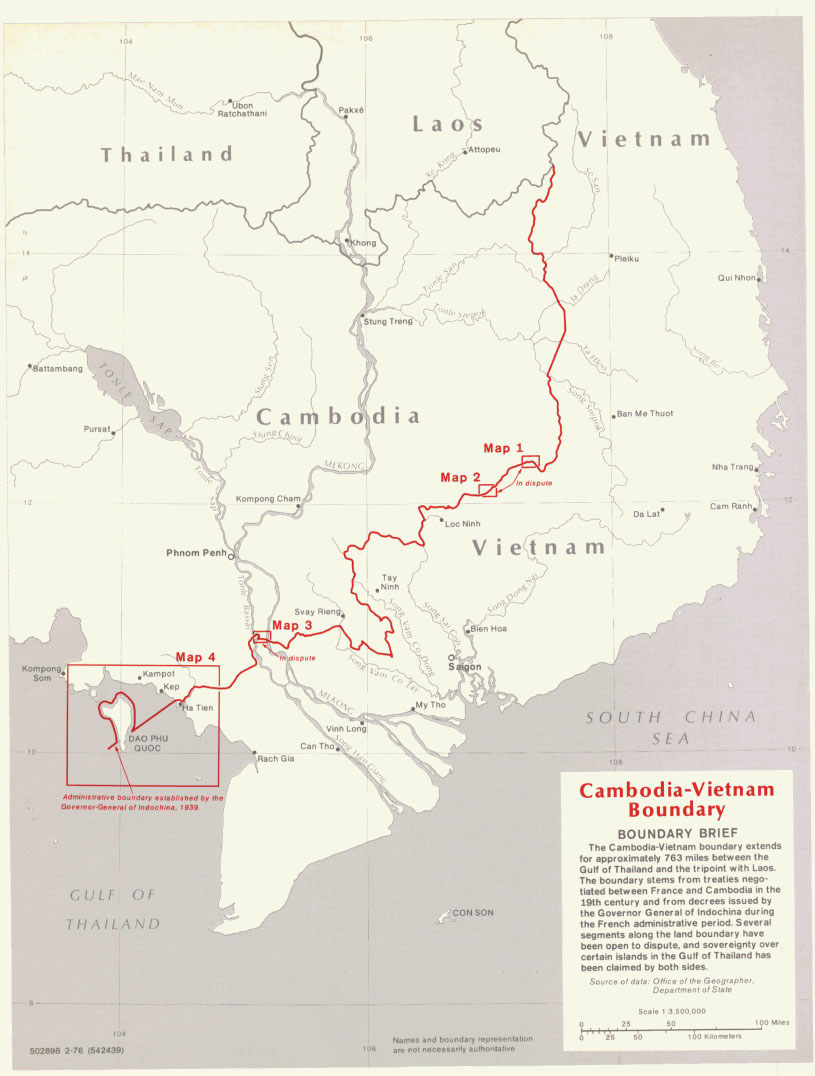
Mappa del confine tra Cambogia e Vietnam

## Descrizione
Il confine inizia a nord al triplice confine con il Laos e poi procede via terra verso sud, utilizzando occasionalmente alcuni fiumi come il Tonlé San. Successivamente vira in un ampio arco a sud-ovest, a eccezione della sporgenza cambogiana nota come il becco del pappagallo, che scorre principalmente via terra ma a volte anche utilizzando fiumi come il Vàm Cỏ Dong e il Saigon. Dopo aver attraversato il delta del Mekong, prosegue verso sud-ovest, terminando nel golfo di Thailandia appena ad ovest di Hà Tiên. Il confine marittimo forma un anello, lasciando così l'isola di Phú Quốc in Vietnam nonostante sia più vicina alla costa della Cambogia.

## Storia

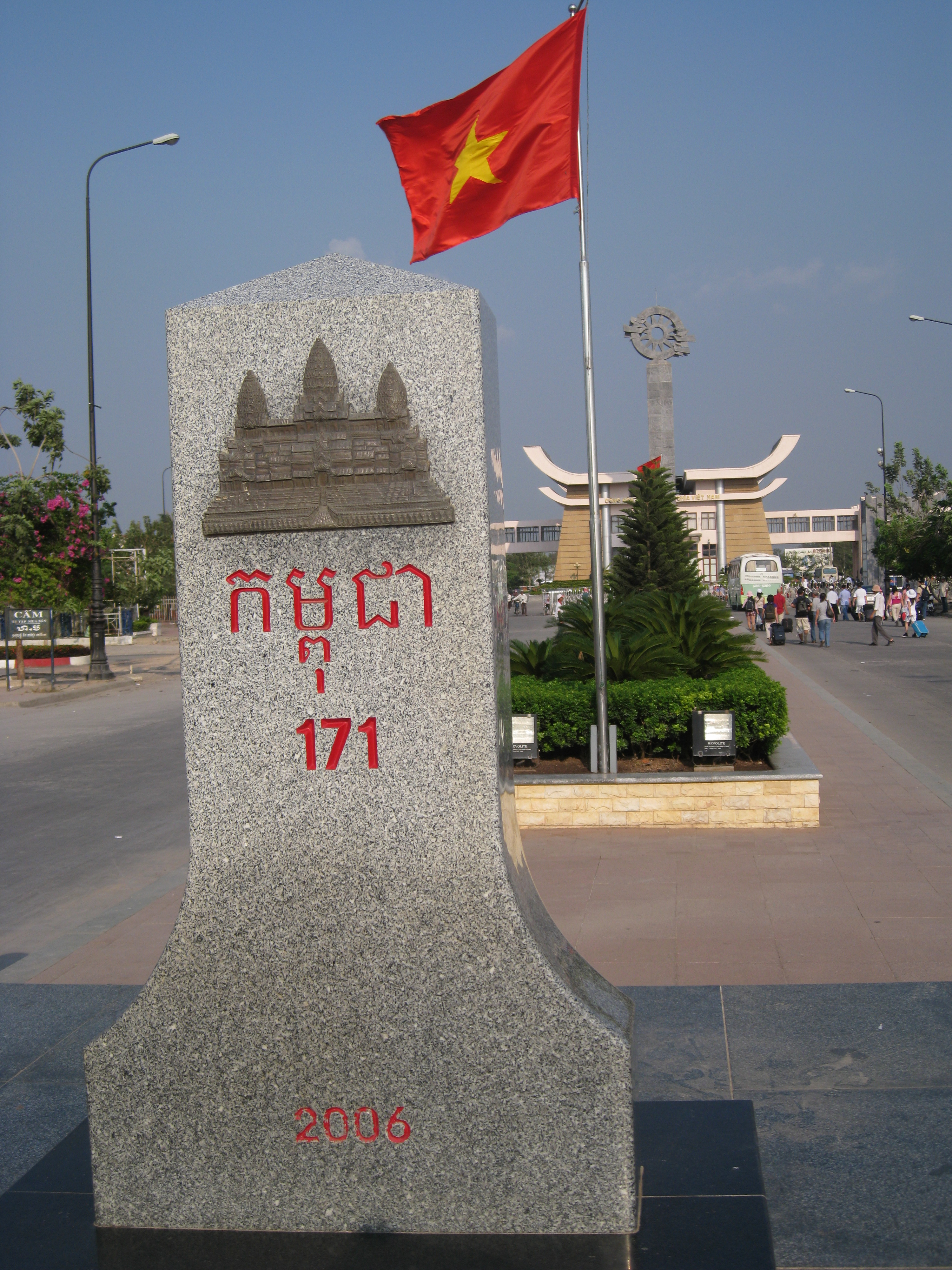
Un pilastro di confine al Môc Bài

I vietnamiti migrarono gradualmente dal Vietnam settentrionale verso sud durante il X-XVIII secolo, arrivando infine in contatto con il regno Khmer. Le relazioni furono spesso tese, con il Vietnam che invadeva frequentemente le terre cambogiane; nel 1857 fu istituito un protettorato congiunto siamese-vietnamita sulla Cambogia. Dagli anni '60 dell'Ottocento la Francia iniziò a stabilire una presenza nella regione, inizialmente in Cambogia e Vietnam, per poi creare la colonia dell'Indocina francese nel 1887, comprendente anche il Laos. Un confine parziale tra la Cambogia e la Cocincina (Vietnam meridionale) nella parte più a sud della costa del Golfo fu tracciato dai francesi nel 1868-69 e poi ratificato nel 1870. Questo confine fu poi leggermente modificato nel 1873. Nel 1904 la provincia di Đắk Lắk fu trasferita dal Laos ad Annam (Vietnam centrale) e la provincia di Stung Treng fu trasferita dal Laos alla Cambogia, con il resto del confine tra Cambogia e Vietnam fino a nord del fiume Srepok. Vari piccoli aggiustamenti di allineamento vennero apportati negli anni 1914, 1932, 1933, 1935 e 1936. Nel 1939 Jules Brévié, governatore generale dell'Indocina francese, divise le isole del Golfo di Thailandia su base puramente amministrativa con la cosiddetta "linea Brévié", ma non ebbe mai luogo un'allocazione schematica delle isole tra la Cambogia e il Vietnam. Nel 1942 fu effettuato un altro piccolo adeguamento della frontiera nelle vicinanze del fiume Bassac.
Nel 1954 sia la Cambogia che il Vietnam ottennero la piena indipendenza. Il Vietnam si divise in un nord comunista e un sud capitalista, con la Cambogia confinante solo con il Vietnam del sud. Il confine rimase non delimitato e numerose aree, così come le isole del Golfo, rimasero in discussione. Inoltre, i nazionalisti Khmer rivendicarono gran parte dell'area del delta del Mekong nel Vietnam meridionale (chiamata "Kampuchea Krom"), sulla base del fatto che storicamente si trattava di terre Khmer.
Durante la guerra del Vietnam il confine fu attraversato dalle linee di rifornimento dei vietcong, in particolare sul tratto meridionale del sentiero di Ho Chi Minh, causando un pesante bombardamento da parte delle forze americane. In cambio di aver permesso la presenza vietcong lungo il suo confine, la Cambogia tentò di ottenere concessioni territoriali, anche se con scarso successo. Nel 1975 i Khmer rossi conquistarono la Cambogia e fecero della conquista della Kampuchea Krom una priorità. Una breve invasione Khmer avvenuta il giorno dopo la caduta di Saigon nel Vietnam del Nord fu respinta e le discussioni sul confine si svolsero dal 1976 al 1977. Con il deterioramento delle relazioni, numerosi scontri si verificarono lungo il confine, con il Vietnam che alla fine invase la Cambogia nel 1978 e spodestò i Khmer rossi. Le discussioni sul confine ripresero nel 1983, con entrambe le parti che si impegnarono nel 1985 a riconoscerlo com'era al momento dell'indipendenza. Le discussioni continuarono nei primi anni '90. Nel 2005 è stato firmato un trattato, seguito dalla demarcazione sul terreno, completata nel 2012.

## Valichi di frontiera

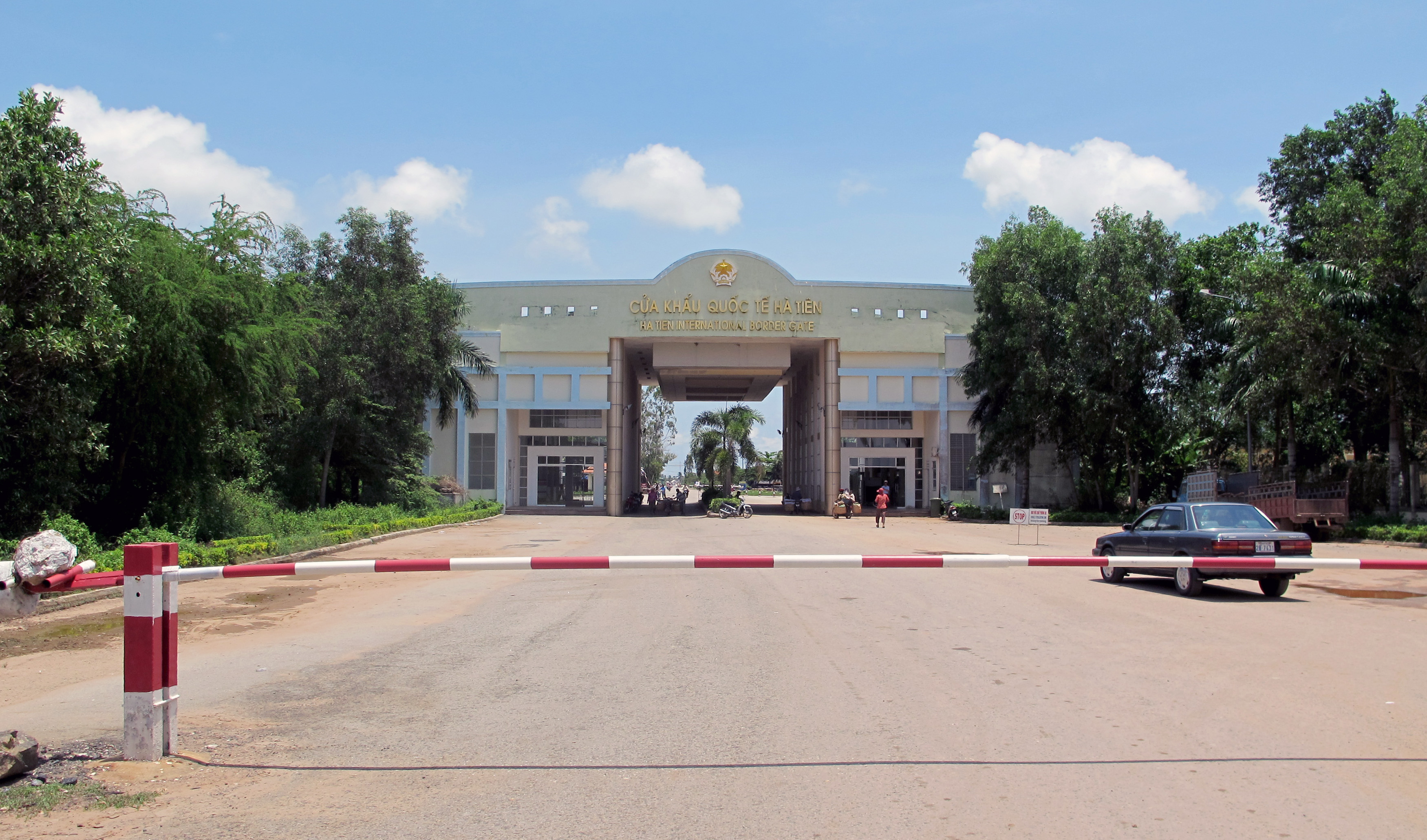
Porta di confine a Hà Tiên

Ci sono diversi valichi di frontiera:
- Bavet (KHM) - Mộc Bài (VNM)
- Kaam Samnor (KHM) - Vĩnh Xương (VNM)
- Phnom Den (KHM) - Tịnh Biên (VNM)
- Prek Chak (KHM) - Xa Xia (VNM)
- Le Thanh (KHM) - O Yadao (VNM)